# 2000 Light Years from Home
2000 Light Years from Home — песня британской рок-группы The Rolling Stones из альбома 1967 года — Their Satanic Majesties Request, выдержанного в стиле психоделический рок. Песня была написана Миком Джаггером и Китом Ричардсом. Брайан Джонс в этой композиции сыграл на меллотроне. В качестве а-сайда к синглу в США была добавлена «She's a Rainbow», в то время как в Германии она была добавлена би-сайдом. По словам Джаггера, он написал текст к песне, находясь в Брикстонской тюрьме, куда его в июне 1967 года посадили по обвинению в хранении наркотиков. Первоначально песня должна была назваться «Toffee Apple».
В дальнейшем песня входила в сет-лист туров The Rolling Stones 1989-90 годов — Steel Wheels/Urban Jungle Tour. Это был единственный трек из альбома Satanic Majesties, с которым группа выступала на концертах. Позже из этого альбома на концертах они исполняли только «She’s a Rainbow».
После долгого двадцатитрёхлетнего отсутствия в сет-листах, 29 июня 2013 года «2000 Light Years from Home» была исполнена группой на фестивале Гластонбери в Великобритании.

## Участники записи
- Мик Джаггер — ведущий и бэк-вокал, перкуссия
- Брайан Джонс — меллотрон
- Кит Ричардс — электрогитара, бэк-вокал
- Билл Уаймен — бас-гитара
- Чарли Уоттс — ударные

Дополнительный персонал
- Ники Хопкинс — фортепиано[3][4][5]

## Кавер-версии
Песня также исполнялась такими группами и вокалистами, как The Tragically Hip, The Danse Society, Grave Digger, Monster Magnet, Рэйчел Ямагата, Colonel Les Claypool's Fearless Flying Frog Brigade, Кэри Грейс и Sky Cries Mary.

## В популярной культуре
- Песню можно услышать в фильме Люди в чёрном 3.